# Tripteroides mathesoni
Tripteroides mathesoni är en tvåvingeart som beskrevs av John Nicholas Belkin 1950. Tripteroides mathesoni ingår i släktet Tripteroides och familjen stickmyggor. Inga underarter finns listade i Catalogue of Life.